# 佩特里特·费伊祖拉
佩特里特·费伊祖拉（羅馬化：Petrit Fejzula，1951年12月16日—），南斯拉夫男子手球运动员。他曾代表南斯拉夫国家队参加1978年和1982年世界男子手球锦标赛，获得一枚银牌。